# Ритуал великого мастера
Ритуал великого мастера — специальный масонский ритуал, дающий, согласно 8 ландмарке Альберта Макея, великому мастеру любой великой ложи право проводить принятие в масонство любого профана и возведение его в степень мастера-масона, минуя обязательные посвятительные масонские ритуалы.

## Процедура
Посвящение в масоны подобным образом было отмечено Альбертом Макеем в 8 из его «25 ландмарок масонства». В этой ландмарке утверждается, что:
Великий мастер обладает правом проводить посвящение в братство без соблюдения обычной процедуры.
Посвящение из профанов в степень мастера-масона, через редкий ритуал великого мастера, предваряет создание новой ложи для единственной цели — посвящения кандидата. Эта ложа называется случайная. После посвящения кандидата она распадается, когда причина её создания завершена. Хотя процесс признания кандидата масоном обычно связан с этим ритуалом, масонский историк Льюис Л. Уильямс заметил, что используя свою уникальную и бесспорную власть, великий мастер может действовать и иначе, например, просто давая указание, что того или иного человека отныне нужно считать мастер-масоном.
Сам ритуал проводится в нескольких вариантах, с незначительными отличиями. В одном варианте, он совершается через рукоположение, в другом через поочерёдное возложение меча (или шпаги) на плечи посвящаемого, или по удару молотка, то есть, объявление того или иного человека мастером-масоном с последующими кратными ударами молотка соответствующими градусу мастера-масона. Как правило, подобное посвящение проводится в масонских храмах, но может проводится и в других местах. После посвящения информация заносится в протокол, а сам посвящённый входит в состав какой-либо масонской ложи по указанию великого мастера.

## Масоны, прошедшие подобный ритуал
Ранние случаи в истории спекулятивного масонства, в которых человек был признан масоном, включают в себя посвящение Франца I Стефана, герцога Лотарингии, в 1731 году в Хоутон-холле, за четырнадцать лет до его коронации как императора Священной Римской империи, и Фредерика, принца Уэльского в 1737 году.
Уильям Говард Тафт был признан масоном случайной ложи, созданной для этой цели 18 февраля 1909 года, за несколько недель до его инаугурации в качестве президента США. Ложа была создана около 4:00 вечера, в храме Шотландского устава в Цинциннати Чарльзом Хоскинсоном, великим мастером Великий ложи Огайо, и состояла из него и Уильяма Б. Меллиша. Ложа распалась в тот же день после 6:00 вечера.
Другими известными людьми, которые были посвящены в масоны подобным ритуалом, являются: Джозеф Смит, основатель мормонизма, Дон Кинг, которого посвятил великий мастер Великой ложи Огайо (Принс Холл) Одес Дж. Кайл-младший и генерал Дуглас Макартур, которого посвятил великий мастер Великой ложи округа Колумбия.